# Santísimo Cristo de Valdelpozo
El Santísimo Cristo de Valdelpozo es una imagen católica que representa la imagen de Jesús de Nazaret crucificado. Su fiesta se celebra el 3 de mayo desde 1590. Está situado en el municipio de San Martín de Pusa (Toledo, España).

## Historia
La antigua imagen del Santísimo Cristo de Valdelpozo data del siglo XVI. Se encontraba en la población de El Pozuelo, una vez esta población se trasladó a su nueva ubicación en San Martín de Valdepusa llevaron consigo la talla del Cristo que por aquella época se conocía por el nombre de Santo Crucifijo de la Vera Cruz, según las primeras ordenanzas de la Hermandad del 15 de abril de 1590.
En 1762 se aprueban las nuevas ordenanzas pasándose el Cristo a llamar Santísimo Cristo de la Vera Cruz de Valdelpozo.
Durante la Guerra de la Independencia Española, los vecinos de San Martín de Pusa para salvar al Cristo de ejército francés deciden esconder la talla en el pozo que hoy todavía se conserva junto a la Ermita.
En 1863 se aprueban de nuevo las nuevas ordenanzas donde ya se le denominaba Santísimo Cristo de Valdelpozo.
Durante la Guerra Civil Española, la talla del Cristo es destruida conservándose tan solo un dedo que se encuentra en el Altar de la Ermita.
En 1940 procesiona por primera vez la nueva talla del Santísimo Cristo de Valdelpozo hasta la actualidad.
En 2015 se cumplió el 425 aniversario fundacional de la Hermandad.

## Ermita
La Ermita del Santísimo Cristo de Valdelpozo data del siglo XVI. De estilo mudéjar, el templo está formado por dos naves, la central y una lateral de menores dimensiones, que se encuentran separadas por una arquería de cuatro arcos de medio punto. En el interior se encuentra una pilastra tardorromana, y en ella se conserva el pozo que salvó al Cristo del ejército francés.
El retablo es de cerámica de Talavera de la Reina.
En la Ermita se encuentran otras imágenes que, aun no perteneciendo a la Hermandad, reciben culto y devoción. Son sacadas en Procesión en Semana Santa.
- Cristo atado a la Columna
- Virgen de la Soledad
- Cristo de Medinaceli
- Cristo con la Cruz a Cuestas
- Santo Sepulcro
- Virgen de Gloria (Domingo de Resurrección)

## Leyenda
Cuando el ejército francés paso por San Martín de Pusa durante la Guerra de la Independencia los vecinos deciden esconder al Cristo. Para ello bajan al Cristo de su altar y desclavan de la cruz, cortan los brazos y esconden la talla en el pozo que se encuentra junto a la Ermita.
Pasada la guerra los vecinos sacan al Cristo del pozo, que se encuentra flotando sobre las aguas. Vuelven a juntar sus brazos y de nuevo en la cruz vuelven a elevarle al altar.

## Actos Religiosos
- Del 24 de abril al 1 de mayo: Solemne Novenario con Misa
- 2 de Mayo: Víspera de la Fiesta: A las 12 de la mañana se procede a la "Apeada" de la Imagen del Santísimo Cristo desde su Altar a las Andas. Por la tarde a partir de las 7 de la tarde comienza la Solemne Procesión, donde el Santísimo Cristo sale de su Ermita para llegar a la Iglesia Parroquial de San Martín de Obispo.
- 3 de mayo: Fiesta Mayor: Procesión en la que la Imagen del Santísimo Cristo regresa desde la Iglesia Parroquial a su Ermita por el itinerario de costumbre. Se detiene unos instantes ante el Ayuntamiento para la tradicionales " Coplillas";  finalizando con las tradicionales " Pujas".
- 4 de Mayo: Fiesta Chica: Misa de "Esclavos" en la Ermita.

- Datos: Q15617866